# Ristella rurkii
Ristella rurkii е вид влечуго от семейство Сцинкови (Scincidae). Видът е световно застрашен, със статут Уязвим.

## Разпространение
Разпространен е в Индия (Керала и Тамил Наду).